# Кехризек (Альборз)
Кехризек (перс. کهریزک‎) — село на севере Ирана, в остане Альборз. Входит в состав шахрестана Саводжболаг. Является частью дехестана (сельского округа) Рамджин бахша Чехарбаг.

## География
Село находится в южной части Альборза, к югу от хребта Эльбурс, на расстоянии приблизительно 13 километров к западу от Кереджа, административного центра провинции. Абсолютная высота — 1276 метров над уровнем моря.

## Население
По данным переписи 2006 года население села составляло 659 человек (348 мужчин и 311 женщин). В Кехризеке насчитывалось 160 семей. Уровень грамотности населения составлял 71,02 %. Уровень грамотности среди мужчин составлял 75,57 %, среди женщин — 65,92 %.